# Aeroportul Ama
Aeroportul Ama (IATA: AMF, ICAO: AYAA) este un aeroport din East Sepik Province⁠(d), Momase Region⁠(d), Papua Noua Guinee.
aeroportul dispune de o singură pistă.